# Karl Maria Stadler

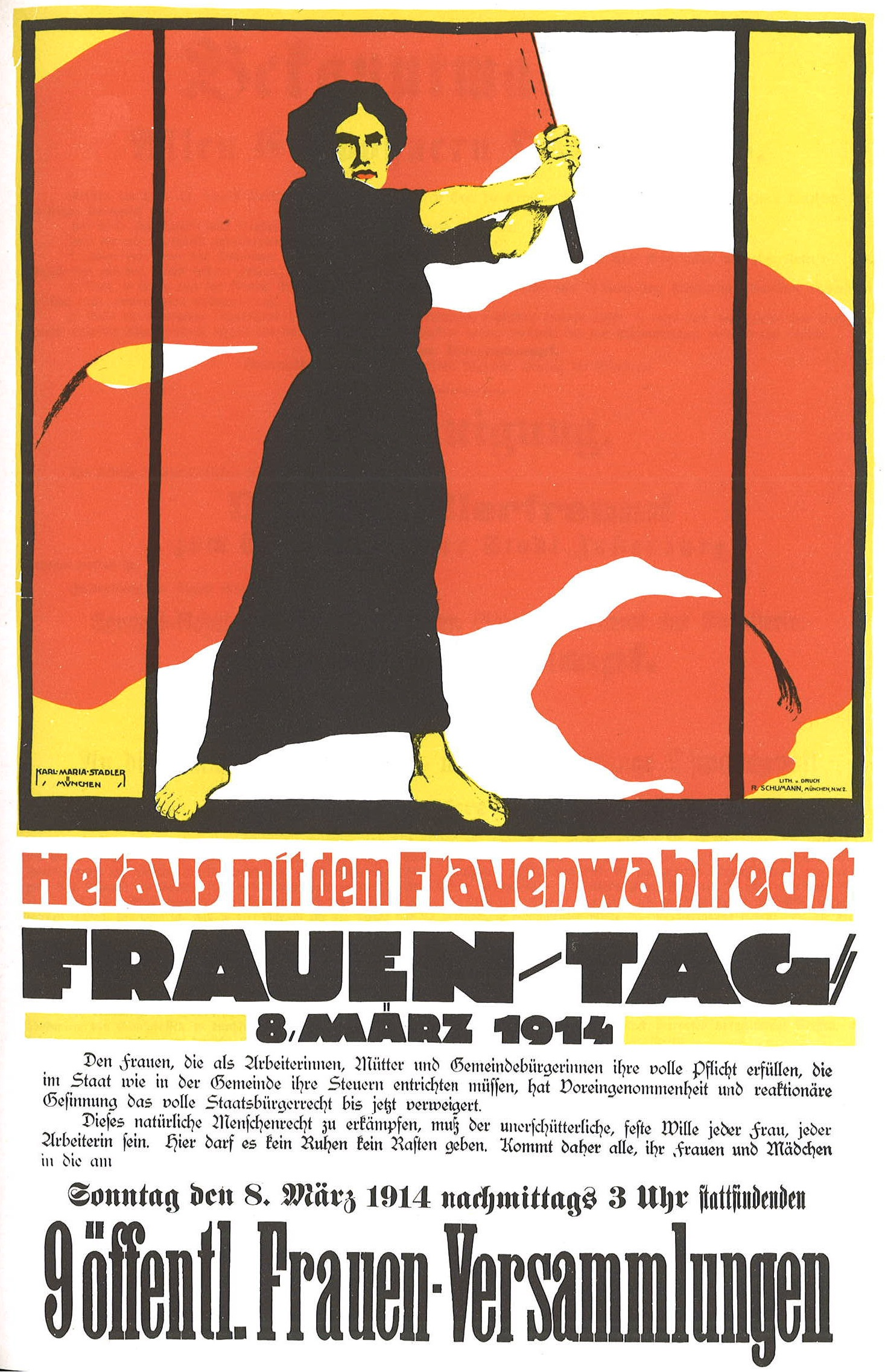
Plakat Heraus mit dem Frauenwahlrecht

Karl Maria Stadler (* 9. Mai 1888 in München; † nach 1943) war ein in München tätiger Grafiker und Künstler.

## Leben und Karriere
Karl Maria Stadler besuchte das Maximiliansgymnasium München und studierte anschließend an der Königlichen Kunstgewerbeschule München. Politisch stand er den Werten der sozialdemokratischen Arbeiterbewegung nahe.
Sein wohl bekanntestes Werk ist das Plakat Heraus mit dem Frauenwahlrecht, das zum Frauentag am 8. März gestaltet wurde. Es zeigt eine barfüßige, schwarz bekleidete Frau in gelber Hautfarbe, die eine überdimensionierte rote Flagge schwenkt. Das Plakat wurde immer wieder neu aufgelegt und wurde zum internationalen Bild der Frauenbewegung.
1919 gestaltete er farbige Rahmenschmuck-Entwürfe für Photo-Alben. Er entwarf auch Reklamemarken und -grafiken (Zigarren-Import B. Ostermaier & Co. München, Putz- und Seidenwaren Max Hinzelmann u. a.). Nach dem Ersten Weltkrieg bezog Stadler immer mehr revanchistische politische Positionen. Zum Beispiel illustrierte er das Buch Deutsche Frontbauarbeit im Kriege des späteren Nationalsozialisten Fritz Schinnerer. Seine Bilder aus den 1930er-Jahren spiegeln den veränderte damaligen Zeitgeist wider. Von 1920 bis 1928 war er verheiratet mit Antonia Feodora Marie Gräfin von Geldern-Egmond (* 4. Februar 1875 in Ansbach; † 8. April 1970 in München), geschiedener Mezger, einer Gestalterin für Kunstgewerbe, Modegestalterin und Illustratorin.

## Werke
- Plakat zum Internationalen Frauentag (80 × 154), Reinhard Schumann, München 1914 (Nachdruck Friedrich-Ebert-Stiftung, Bonn 1973)
- Fritz Schinnerer: Deutsche Frontbauarbeit im Kriege. Ihre Organisation im Großen u. Kleinen. Gedanken über Vergangenheit und Gegenwart. Bilder und Erinnerungen. Künstlerische Ausführung von Karl Maria Stadler, München. M. Müller & Sohn, München 1920 (Google-Books; eingeschränkte Vorschau)